# Producer
Producer (en hangul, 프로듀사; romanización revisada, Peurodyusa), también conocida en español como Productor y Los productores, es una serie de televisión surcoreana emitida por KBS 2TV desde el 15 de mayo hasta el 20 de junio de 2015. Cuenta con una trama basada en contar las experiencias de los empleados de Korean Broadcasting System en los estudios de Yeouido, Seúl, como si se tratase de un documental. Está protagonizada a lo largo de 12 episodios por Kim Soo Hyun, Cha Tae-hyun, Gong Hyo Jin e IU.

## Sinopsis
Todo comienza en KBS con la bienvenida a los trabajadores novatos, entre los que se encuentra Baek Seung Chan (Kim Soo Hyun), quien posee una personalidad un poco torpe, inicialmente iba a estudiar para ser fiscal, pero cambio de idea para poder encontrar el amor. Con diez años de experiencia en la industria del entretenimiento Tak Ye jin (Gong Hyo Jin) posee una personalidad arrogante, orgullosa y de opinión directa, considerada cruel por los demás.
La famosa cantante Cindy (IU) comenzó siendo aprendiz a los 13 años, conocida como «la princesa de hielo con cara de póker» por su completo control sobre sus emociones y al no querer intimar con nadie, pero quien también posee diez años de experiencia es Ra Joon Mo (Cha Tae-hyun) un productor llamado Ye Ji, que pese a no tener título, tiene experiencia en el campo del entretenimiento, pero no para figurar considerablemente.

## Reparto

### Personajes principales
- Kim Soo Hyun como Baek Seung Chan.
- Cha Tae-hyun como Ra Joon Mo.
- Gong Hyo Jin como Tak Ye Jin.
- IU como Cindy.

### Personajes secundarios
- Im Ye Jin como Park Bong Soon.
- Kim Hee Chan como Tak Ye Joon.
- Jeong Han Hee como Hija de Kim Tae Ho.
- Kim Sa Kwon.
- Lee Du Seok.
- Jo Chang Geun.
- Jin Yong Wook.
- Jeon Heon Tae.
- Hwang Min Ho.
- Ahn Se-ha como Manager.
- Lee Jeong Ho como Reportero Kang.
- Yoon Yoo Sun como esposa de Kim Tae Ho.

Familia de Baek Seung Chan
- Kim Jong-soo como Baek Bo Seon.[4]
- Kim Hye Ok como Lee Hoo Nam.
- Park Hee Von como Baek Jae Hee.
- Park Jong Hwan como Baek Young Chan.
- Choi Sun Young como Baek Yoo Bin.
- Kang Shin Chul como Myung Ji Hoon.

KBS
- Ki Joo Bong como Park Chun Bong (Presidente de KBS).

División de Entretenimiento/Espectáculos
- Seo Ki Chul como Jang In Pyo.
- Park Hyuk Kwon como Kim Tae Ho.
- Kim Jong Kook como Kim Hong Soon (Stephano).
- Ye Ji-won como Go Yang Mi.

1 Night 2 Days
- Bae Yoo-ram como Ryu Il Yong.[5]
- Shin Joo Hwan como Hyung Keun.
- Lee Chae Eun como Son Ji Yeon.
- Susanna Noh como Publicista.
- Go Bo-gyeol como Wang Min Jung.[6]
- Lee Joo Seung como Kim Joon Bae.

Music Bank
- Jang Seong Beom como Director asistente.
- Kim Seon Ah como Kim Da Jeong.

Byeon Entertainment
- Na Young Hee como Byun Mi Sook (CEO).
- Jo Han Chul como Secretaria Kim.
- Choi Kwon como Manager de Cindy.
- Jo Seung Hee como Yuju.
- Kim Soo Yeon como Christine.
- Jeong Mimi como Haneul.

### Otros personajes
Apariciones especiales
- Girls' Generation (ep 1).
- Yoon Yeo Jung (ep. 1-2).
- Hwang Shin Hye (ep. 1-2).
- Geum Bo Ra (ep. 1-2).
- Hyun Young (ep. 1-2).
- Jo Yoon-hee como Shin Hae-joo (ep. 1-4)
- Shin Dong Yeop (ep. 3).
- Lee Yeong Ja (ep. 3).
- Cultwo (ep. 3).
- Yoo Hee Yeol (ep. 3).
- Yoon Jong Shin (ep. 3).
- Jo Jung Chi (ep. 3).
- Jun Hyun Moo (ep. 3).
- Hong Gyeong Min (ep. 3).
- Hani de EXID (ep. 3).
- Jo Kwon (ep. 3).
- Sunmi (ep. 3).
- Nichkhun (ep. 3).
- Jackson Wang (ep. 3).
- Park Jin Young (ep. 3-4).
- Ryu Jun Yeol.
- Jang Hyuk como Jang Hyeon Seong (ep. 3).
- Lee Chun Hee como Lee Min Cheol (ep. 3).
- Kim Ji-soo (cantante) (ep. 4-5-12).
- Sandara Park (ep. 4-5-12).
- Kang Seung Yoon (ep. 4-5-10-12).
- Minwoo (ep. 4-5, 12).
- Kim Min Jae (ep. 4-5-10-12).
- Lee Seung Gi (ep. 6).
- Norazo (ep. 6).
- Go Ara (ep. 8).
- K.Will (ep. 9).
- Park Bo-gum (ep. 9).
- Kim Ryeo Wook (ep. 9).
- Monsta X (ep. 9).
- Roy Kim (ep. 10).
- Jung Joon Young (ep. 10).
- Seo Kyung Suk (ep. 10).
- Song Hae (ep. 12).
- Kim Saeng-min (ep. 12).

## Producción

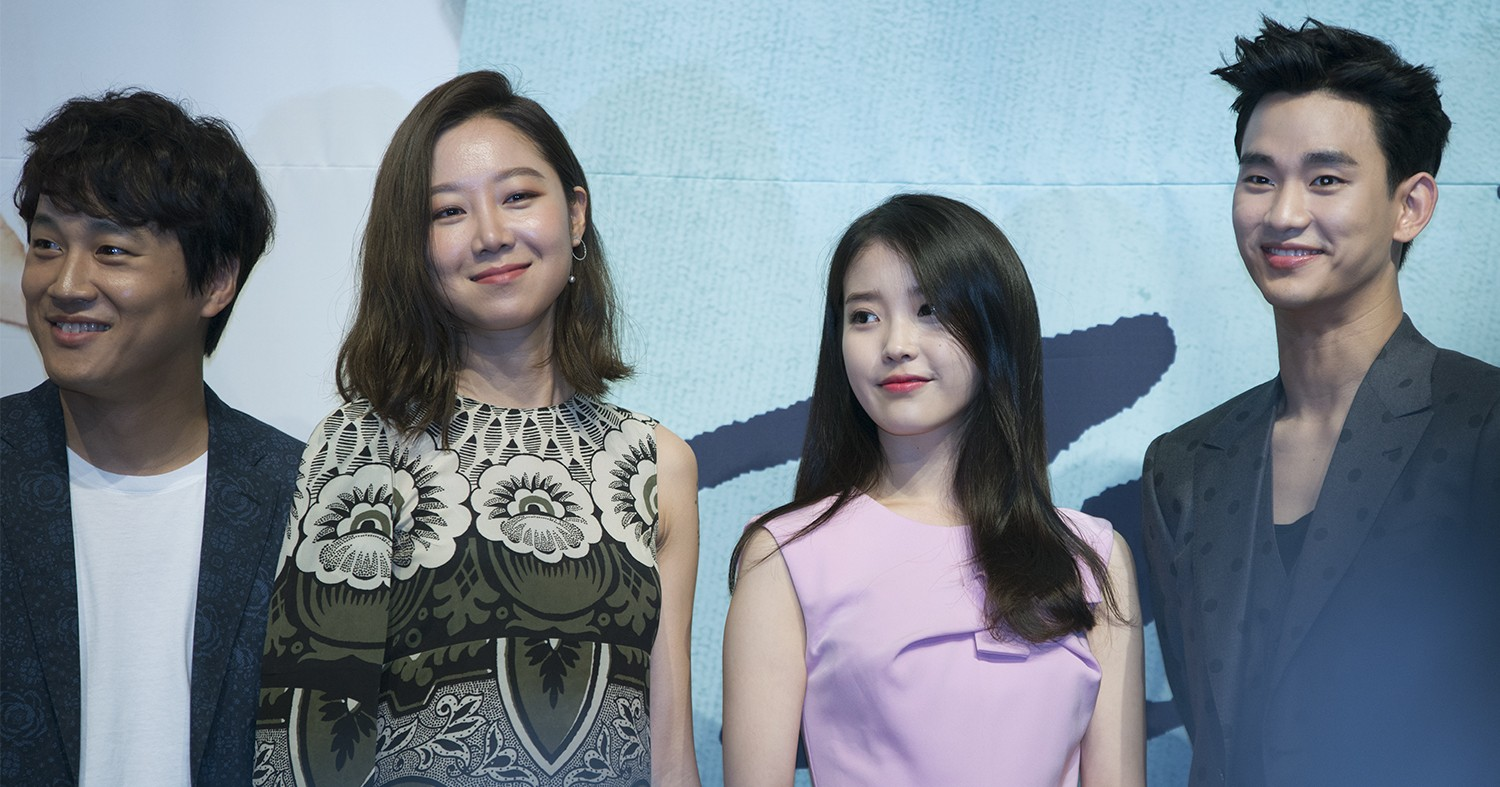
Cha Tae Hyun, Gong Hyo Jin, IU y Kim Soo Hyun, en la conferencia de la serie el 11 de mayo de 2015.

Producer fue descrito como el primer «Variety drama» (en español, un drama de variedades), no solo por el tema que trata sino porque fue producido por el departamento de variedades de KBS en lugar del departamento de drama. La experiencia anterior de la directora Seo Soo Min había sido en programas de variedades, después de haber trabajado en Gag Concert, 2 Days & 1 Night y Yoo Hee-yeol's Sketchbook (en la cual en ese momento era la productora ejecutiva del bloque KBS Happy Sunday). También fue la primera serie del canal, al aire durante las noches de viernes y sábados, en un espacio generalmente reservado para programas nocturnos de comedia.
Esta es la segunda colaboración entre el actor Kim Soo Hyun y la guionista Park Ji Eun después de trabajar juntos en la popular serie de 2014 My Love from the Star, también fue la segunda vez que Soo Hyun e IU trabajaron juntos, después de Dream High en 2011. El 23 de marzo de 2015, el reparto y equipo se reunieron para la primera lectura del guion en el Raum Art Center Social Venue, ubicado en el distrito de Gangnam, Seúl, no obstante, el encuentro se llevó a cabo en privado, sin presencia de los medios. Finalmente el primer día de rodaje se llevó a cabo el 2 de abril de 2015, en el sexto piso del edificio de KBS en Yeouido.

## Banda sonora
| Track listing |                                                              |                 |          |  |
| N.º           | Título                                                       | Artista         | Duración |  |
| 1.            | «사랑의 시작은 고백에서부터» (Love Begins With A Confession) | Kim Bum Soo     | 03:45    |  |
| 2.            | «And... 그리고» (And... And)                                 | Baek Ji Young   | 04:05    |  |
| 3.            | «To Be With You»                                             | Kim Yeon Woo    | 03:43    |  |
| 4.            | «달링» (Darling)                                             | Lee Seung Chul  | 03:01    |  |
| 5.            | «우리 둘» (The Two Of Us)                                    | Ali             | 03:29    |  |
| 6.            | «두근두근» (Dugeun Dogeun)                                   | Ben             | 03:29    |  |
| 7.            | «소울메이트» (Soul Mate)                                     | Kim Ki Hyun     | 04:29    |  |
| 8.            | «정말로 사랑했다면» (If You Really Love Me)                  | Haell           | 03:54    |  |
| 9.            | «봄눈» (Spring Snow)                                         | Lucid Fall      | 03:35    |  |
| 10.           | «TV Show»                                                    | Zitten          | 03:08    |  |
| 11.           | «지그재그 스텝» (Zigzag Step)                                | Jang Ji Won     | 02:19    |  |
| 12.           | «Could We?»                                                  | Varios Artistas | 01:56    |  |
| 13.           | «Way To Work»                                                | Varios Artistas | 02:15    |  |
| 14.           | «Reunion»                                                    | Varios Artistas | 02:32    |  |

## Recepción

### Audiencia
En azul la audiencia más baja y en rojo la más alta, correspondientes a las empresas medidoras TNms y AGB Nielsen.
| Ep. #    | Fecha de estreno    | Share        | Share        | Share       | Share       |
| Ep. #    | Fecha de estreno    | TNmS Ratings | TNmS Ratings | AGB Nielsen | AGB Nielsen |
| Ep. #    | Fecha de estreno    | Nacional     | Seúl         | Nacional    | Seúl        |
| -------- | ------------------- | ------------ | ------------ | ----------- | ----------- |
| 1        | 15 de mayo de 2015  | 10.5 %       | 11.8 %       | 10.1 %      | 10.5 %      |
| 2        | 16 de mayo de 2015  | 11.2 %       | 12.3 %       | 10.3 %      | 10.7 %      |
| 3        | 22 de mayo de 2015  | 9.6 %        | 10.8 %       | 10.2 %      | 11.4 %      |
| 4        | 23 de mayo de 2015  | 13.5 %       | 13.3 %       | 11.0 %      | 11.3 %      |
| 5        | 29 de mayo de 2015  | 10.8 %       | 12.3 %       | 11.2 %      | 12.0 %      |
| 6        | 30 de mayo de 2015  | 12.8 %       | 14.4 %       | 13.5 %      | 14.5 %      |
| 7        | 5 de junio de 2015  | 11.8 %       | 13.4 %       | 11.7 %      | 12.3 %      |
| 8        | 6 de junio de 2015  | 13.8 %       | 16.7 %       | 13.4 %      | 13.7 %      |
| 9        | 12 de junio de 2015 | 11.7 %       | 13.3 %       | 12.6 %      | 13.5 %      |
| 10       | 13 de junio de 2015 | 13.8 %       | 15.6 %       | 14.6 %      | 15.4 %      |
| 11       | 19 de junio de 2015 | 13.3 %       | 15.3 %       | 13.4 %      | 14.5 %      |
| 12       | 20 de junio de 2015 | 18.2 %       | 20.4 %       | 17.7 %      | 17.9 %      |
| Promedio | Promedio            | 12.4 %       | 14.1 %       | 12.5 %      | 13.1 %      |
| E1       | 26 de junio de 2015 | 6.1 %        | —            | 5.5 %       | —           |

## Emisión internacional
- Chile: ETC (2017).
- Perú: Willax (2021)
- Filipinas: GMA Network (2015) y GMA News TV (2016).
- Hong Kong: TVB Korean Drama (2015), TVB Window (2015) y J2 (2016).
- Tailandia: PPTV HD (2016) y Channel 9 (2018).
- Taiwán: SEC (2016), Star Chinese Channel (2016) y Fox Taiwan (2017).